# Lilla Svartsjön, Blekinge
Lilla Svartsjön är en sjö i Olofströms kommun i Blekinge och ingår i Mörrumsån-Skräbeåns kustområde. Sjön har en area på 0,0484 kvadratkilometer och ligger 83,4 meter över havet.

## Delavrinningsområde
Lilla Svartsjön ingår i det delavrinningsområde (623677-142633) som SMHI kallar för Utloppet av Orlunden. Medelhöjden är 101 meter över havet och ytan är 24,98 kvadratkilometer. Det finns ett avrinningsområde uppströms, och räknas det in blir den ackumulerade arean 60,01 kvadratkilometer. Avrinningsområdets utflöde Östra Orlundsån mynnar i havet. Avrinningsområdet består mestadels av skog (72 procent) och jordbruk (12 procent). Avrinningsområdet har 2,2 kvadratkilometer vattenytor vilket ger det en sjöprocent på 8,8 procent.